# Милош Теодосић
Милош Теодосић (Ваљево, 19. март 1987) бивши је српски кошаркаш. Играо је на позицији плејмејкера, а каријеру је завршио у Црвеној звезди.
Карактерише га префињена техника на терену, са оригиналним асистенцијама, често несвакидашњим решењима и одличним шутом. Званично најбољи играч Европе по избору ФИБЕ 2010. године, а исте године је и добио награду за најкориснијег играча Евролиге. Три пута је изабран у најбољу петорку Евролиге, а исто толико пута је био и у другој петорци. Освојио је Евролигу са екипом ЦСКА 2016. године после победе над турским Фенербахчеом. Исте године је добио престижну награду Евроскар за најбољег европског кошаркаша. Изабран је у идеалан тим деценије Евролиге (2010—20). Проглашен је за најкориснијег играча финала Еврокупа 2022. године.

## Каријера
Милош Теодосић је каријеру започео у ваљевским клубовима Студент и КК Металац. Убрзо је запао за око скаутима ФМП-а и сели се у Железник. Као играч ФМП-а је једно време провео на позајмици Борцу. Са ФМП Железником је освојио Куп Радивоја Кораћа 2005. и 2007. Одиграо је и 16 утакмица УЛЕБ купа у сезони 2006/07, бележећи просечних 7,8 поена и 2,9 асистенција по утакмици. Те године је са екипом ФМП-а дошао до полуфинала УЛЕБ купа. У сезони 2006/07. Јадранске лиге стигао је са ФМП-ом до финала плејофа где су поражени од Партизана.

### Олимпијакос
У септембру 2007. године је потписао петогодишњи уговор са Олимпијакоса. Током прве две сезоне није успео да се наметне као једна од важнијих опција у игри. Тренер Панајотис Јанакис је предност давао искуснијем Папалукасу. У сезони 2008/09. стигао је до финала грчког првенства и купа и полуфинала Евролиге, али је Панатинаикос славио у сва три случаја. 
Ипак већ у следећој сезони постаје први плеј Олимпијакоса и најважнији играч овог тима и поред тога што су у тиму били много искуснији и плаћенији кошаркаши. У Евролиги просек поена је значајно поправио на 13,4 по утакмици али је забележио и око 5 асистенција по утакмици. Постао је најзаслужнији за пласман Олимпијакоса на завршни турнир Евролиге и због тога је био изабран за МВП-ја сезоне. Истовремено га је и ФИБА Европа изабрала за најбољег играча у 2010. години. Остаје жал за пропуштеном шансом за освајање Евролиге, јер су у финалу изгубили од Барселоне.

### ЦСКА
У јулу 2011. потписује трогодишњи уговор са московским ЦСКА. У ЦСКА наставља са одличним играма. У првој сезони осваја како домаћу Руску лигу тако и ВТБ лигу. Поново је био део финалног турнира Евролиге и члан друге петорке Евролиге. Постиже и просечних 5,2 асистенције по утакмици што је његов рекорд у једној сезони. Сличне успехе понавља и у наредној сезони, али трофеј Евролиге опет остаје недодирљив поразом од Олимпијакоса у полуфиналу. У трећој сезони са ЦСКА опет је стигао до фајнал-фора Евролиге али је поново заустављен у полуфиналу од каснијег шампиона Макабија. И поред још једног неуспеха у Евролиги клуб је успео да се дигне и освоји још једну ВТБ лигу (трећу у низу), а Теодосић је проглашен најкориснијим играчем финалне серије. У јуну 2014. Теодосић је потписао нови трогодишњи уговор са ЦСКА.
Теодосић је у сезони 2015/16. стигао до свог првог трофеја у Евролиги, тек из седмог покушаја на завршном турниру. Он је на финалној утакмици против турског Фенербахчеа био најкориснији играч са 19 поена, 5 скокова и 7 асистенција.
Теодосић је након завршетка сезоне 2016/17. напустио ЦСКА. За шест година проведених у екипи из Москве, Теодосић је освојио једну Евролигу и шест титула у ВТБ лиги. Московљане је напустио као званично трећи играч на листи најбољих асистената Евролиге у историји са 1.126 асистенција и други на листи тројкаша (1.253). За ЦСКА је одиграо 322 меча, уз просечан учинак од 12,5 поена (53 одсто успешности за два поена, 39,7 одсто за три поена, 87,7 одсто слободних бацања), 2,5 скокова, 5,4 асистенције и 0,8 украдених лопти по мечу, за 25,2 минута на паркету.

### Лос Анђелес клиперси
Теодосић је 10. јула 2017. потписао уговор са Лос Анђелес клиперсима. Деби у НБА лиги је имао 19. октобра 2017, на првом мечу Клиперса у сезони. У Стејплс центру савладан је градски ривал, екипа Лос Анђелес лејкерса (108:92), а Теодосић је као стартер на том мечу на паркету провео 21 и по минут и за то време уписао шест поена (шут из игре 2/9, шут за три 2/6), шест асистенција и по један скок и блокаду. Међутим, већ на другом мечу сезоне када се његов тим састао са Финикс сансима, претрпео је озбиљну повреду левог стопала. Након 22 пропуштена меча због повреде, Теодосић се вратио на паркет 11. децембра 2017. када су Клиперси савладали Торонто репторсе са 96:91. Српски кошаркаш је постигао 12 поена и уписао седам скокова за 21 минут на терену, а постигао је и одлучујућу тројку 40 секунди пре краја утакмице која је одвела Клиперсе на 91:87. Теодосић је у сезони 2017/18. због проблема са повредама одиграо само 45 утакмица (36 као стартер) а просечно је бележио 9,5 поена и 4,6 асистенција за 25,2 минута (шут из игре 41,9 одсто, за три поена 37,9).
У наредној 2018/19. сезони, Теодосић је испао из ротације у екипи Клиперса. Добио је отказ 7. фебруара 2019, с тим што је последњи пут на терену био 15. децембра на мечу против Оклахоме. У овој сезони наступио је на свега 15 утакмица, играјући у просеку 10 минута и у том интервалу бележио је 3,2 поена и 2,1 асистенцију.

### Виртус Болоња
Теодосић је 13. јула 2019. потписао трогодишњи уговор са Виртусом из Болоње. Почетком априла 2020. године је изабран у идеалан тим деценије Евролиге (2010—20). Године 2022. освојио је са клубом Еврокуп, а проглашен је за најкориснијег играча финала.

## Репрезентација

### Млађе селекције
Милош је један од водећих играча свих млађих репрезентативних селекција за које је наступао. Као предводник те генерације освојио велики број такмичења на којима је наступао. Године 2003. на кадетском првенству Европе осваја златну медаљу као и на Јуниорском првенству Европе 2005. године. На Европском првенству у кошарци за играче до 20 година одржаном у Словенији и Италији Теодосић је освојио златну медаљу и био је проглашен за најкориснијег играча првенства. Поред њега чланови ове генерације која је била једна од најуспешнијих у историји српске кошарке били су: Миленко Тепић, Драган Лабовић, Иван Паунић и др.

### Сениори
Селектор Србије Зоран Славнић га је уврстио у тим за Европско првенство у кошарци 2007. на ком репрезентација Србије није успела да се пласира у други круг првенства. Ипак већ на првом сениорском такмичењу показује свој потенцијал бележећи просечно 9 поена, 2,3 скока и 2 асистенције по утакмици.
Након успеха у квалификацијама Теодосић је учествовао на Европском првенству 2009. у Пољској. На том првенству је скренуо пажњу на себе одличним играма а нарочито у полуфиналу против Словеније када је постигао 32 поена. Ипак у финалу их је чекала веома јака екипа Шпаније, али је сребро оцењено као велики успех. Био је најбољи асистент првенства и изабран је у прву петорку првенства. Просечно по утакмици је бележио 14,1 поен, 2,1 скока и 5,2 асистенције.
Био је вођа и на Светском првенству 2010. у Турској. Нарочито се истакао у четвртфиналном мечу против Шпаније, када је постигао тројку са 9 метара, 3 секунде до краја, чиме је Србија прошла у полуфинале. На крају турнира Теодосић је изабран у најбољу петорку првенства.
Теодосић је био део репрезентације и у следећој сезони када је на ред дошло Европско првенство у Литванији. Међутим и поред запажене статистике, Теодосић није оставио добар утисак. Тако је и репрезентација Србије завршила на неславном осмом месту и самим тим није успела да се квалификује за Олимпијаду у Лондону.
Европско првенство 2013. у Словенији је пропустио због повреде.
На Светском првенству 2014. у Шпанији Теодосић је био један од најбољих играча Србије, освојио је сребрну медаљу и изабран у идеалну петорку првенства. Одиграо је 9 утакмица на којима је бележио просечно 13,6 поена, 2,1 скок и 4,4 асистенције по мечу. Посебно је блистао у елиминационој фази, када је Бразилцима убацио 23 поена у четвртфиналу, а Французима 24 у полуфиналу. Био је најбољи стрелац и асистент Србије и играч са највише погођених тројки на шампионату (23).
Теодосић је 2015. године постављен за новог капитена кошаркашке репрезентације Србије. Као капитен је предводио репрезентацију Србије на Европском првенству 2015. које је одржано у Француској, Хрватској, Немачкој и Летонији. Србија је такмичење у групној фази завршила са пет победа из пет утакмица, потом је у осмини финала елиминисана Финска а у четвртфиналу Чешка. У полуфиналу Србија је поражена од Литваније, а након тога је поражена и у мечу за треће место од Француске. Теодосић је на девет одиграних утакмица бележио просечно 11,8 поена, 7,1 асистенција и 2,7 скока по утакмици.
Теодосић је и наредне 2016. године провео лето са репрезентацијом. Србија је успела да преко квалификационог турнира у Београду избори пласман на Олимпијске игре у Рију. Теодосић је предводио Србију до сребрне медаље, а у финалу олимпијског турнира боља је била селекција САД (96:66). Тео је на олимпијском турниру на паркету проводио нешто више од 25 минута по мечу, а просечно је бележио 12,1 поен, уз 5,4 асистенције и 2 скока.
Због повреде је пропустио Европско првенство 2017. године.

## Статистика

### Евролига
| Сезона    | Екипа       | ОУ  | СУ  | МПУ  | ПШ%  | 3П%  | СБ%   | СПУ | АПУ | УПУ | БПУ | ППУ  | ИПУ  |
| --------- | ----------- | --- | --- | ---- | ---- | ---- | ----- | --- | --- | --- | --- | ---- | ---- |
| 2007/08.  | Олимпијакос | 23  | 7   | 19.5 | .396 | .273 | .833  | 2.1 | 2.0 | .7  | .0  | 5.2  | 5.1  |
| 2008/09.  | Олимпијакос | 17  | 10  | 14.6 | .333 | .353 | 1.000 | .9  | 1.7 | .5  | .0  | 3.3  | 2.0  |
| 2009/10.  | Олимпијакос | 22  | 21  | 30.2 | .489 | .426 | .892  | 2.5 | 4.9 | 1.8 | .2  | 13.4 | 16.8 |
| 2010/11.  | Олимпијакос | 18  | 16  | 25.5 | .327 | .290 | .898  | 2.7 | 3.6 | .7  | .1  | 10.9 | 10.7 |
| 2011/12.  | ЦСКА Москва | 22  | 20  | 26.5 | .432 | .361 | .827  | 2.7 | 5.0 | .6  | .0  | 10.4 | 11.3 |
| 2012/13.  | ЦСКА Москва | 30  | 29  | 29.7 | .457 | .377 | .823  | 2.8 | 4.9 | 1.0 | .1  | 12.7 | 13.2 |
| 2013/14.  | ЦСКА Москва | 23  | 16  | 24.9 | .406 | .347 | .927  | 2.5 | 4.0 | .5  | .0  | 10.7 | 10.2 |
| 2014/15.  | ЦСКА Москва | 24  | 8   | 28.2 | .431 | .405 | .866  | 2.8 | 7.0 | .8  | .0  | 14.8 | 15.9 |
| 2015/16.† | ЦСКА Москва | 29  | 0   | 26.8 | .468 | .428 | .884  | 2.7 | 5.7 | .9  | .0  | 16.1 | 17.8 |
| 2016/17.  | ЦСКА Москва | 29  | 6   | 27.6 | .444 | .381 | .897  | 2.1 | 6.8 | .6  | .0  | 16.1 | 17.1 |
| Каријера  | Каријера    | 237 | 133 | 25.8 | .432 | .376 | .877  | 2.4 | 4.8 | .8  | .0  | 11.3 | 12.6 |

| † | Сезона у којој је Теодосић освојио Евролигу |
|   | Најбољи у лиги                              |

### НБА

#### Регуларни део сезоне
| Сезона   | Екипа                | ОУ | СУ | МПУ  | ПШ%  | 3П%  | СБ%  | СПУ | АПУ | УПУ | БПУ | ППУ |
| -------- | -------------------- | -- | -- | ---- | ---- | ---- | ---- | --- | --- | --- | --- | --- |
| 2017/18. | Лос Анђелес клиперси | 45 | 36 | 25.2 | .419 | .379 | .848 | 2.8 | 4.6 | .5  | .1  | 9.5 |
| 2018/19. | Лос Анђелес клиперси | 15 | 0  | 10.0 | .425 | .370 | .571 | 1.1 | 2.1 | .2  | .1  | 3.2 |
| Каријера | Каријера             | 60 | 36 | 21.  | .420 | .378 | .811 | 2.4 | 4.0 | .4  | .1  | 8.0 |

## Успеси

### Клупски
- ФМП:
  - Куп Радивоја Кораћа (2): 2005, 2007.
- Олимпијакос:
  - Куп Грчке (2): 2009/10, 2010/11.
- ЦСКА Москва:
  - Евролига (1): 2015/16
  - ВТБ јунајтед лига (6): 2011/12, 2012/13, 2013/14, 2014/15, 2015/16, 2016/17.
  - Првенство Русије (2): 2011/12, 2012/13.

- Виртус Болоња:
  - Првенство Италије (1): 2020/21.
  - Суперкуп Италије (1): 2021.
  - Еврокуп (1): 2021/22.

- Црвена звезда:
  - Првенство Србије (1): 2023/24.
  - Јадранска лига (1): 2023/24.
  - Куп Радивоја Кораћа (2): 2024, 2025.

### Појединачни
- Идеални тим Евролиге — деценија 2010—2020.
- Најкориснији играч Евролиге (1): 2009/10.
- Идеални тим Евролиге — прва постава (3): 2009/10, 2014/15, 2015/16.
- Идеални тим Евролиге — друга постава (3): 2011/12, 2012/13, 2016/17.
- Најкориснији играч финала Еврокупа (1): 2021/22.
- Идеални тим Еврокупа — прва постава (2): 2020/21, 2021/22.
- Идеална стартна петорка Јадранске лиге (1): 2023/24.
- Најкориснији играч финала Купа Радивоја Кораћа (1): 2024.
- Најкориснији играч плеј-офа ВТБ јунајтед лиге (2): 2013/14, 2015/16.
- Најкориснији играч финала Купа Грчке (2): 2009/10, 2010/11.
- Најбоља петорка Светског првенства у кошарци (1): 2010, 2014.
- Најбоља петорка Европског првенства у кошарци (1): 2009.
- Најкориснији играч Европског првенства до 20 година (1): 2007.
- ФИБА Европски играч године (1): 2010.
- Српски кошаркаш године (1): 2016.[42]
- Евроскар (1): 2016.

### Репрезентативни
- Европско првенство до 16 година:  2003.
- Европско првенство до 18 година:  2005.
- Европско првенство до 20 година:  2007.
- Европско првенство:  2009.
- Светско првенство:  2014.
- Олимпијске игре:  2016.

## Остало
Његов старији брат Јован такође је кошаркаш. Милош је навијач Црвене звезде.
Био је у дугогодишњој вези са српском одбојкашицом Мајом Огњеновић.
Дана 25. јуна 2017. године се оженио са глумицом Јелисаветом Орашанин. Пар је 13. фебруара 2019. године добио ћерку којој су дали име Петра. Јелисавета се породила у Лос Анђелесу. Дана 8. јануара 2021. године, пар је добио друго дете, сина, којем су дали име Богдан.
Теодосић од 2014. године носи звање почасног грађанина Ваљева.

## Галерија
- Теодосић на ЕП 2009.
- Теодосић на СП 2010.
- Теодосић на ЕП 2011.
- Теодосић на финалу Адеко купа 2011.